# Татаринова, Елена Алексеевна
Елена Алексеевна Татаринова (26 мая 1897, Котельничский уезд, Вятская губерния — 27 июня 1987) — советский скульптор-монументалист. Заслуженный деятель искусств Таджикской ССР (1967), Член Союза художников СССР.

## Биография
Елена Татаринова родилась в деревне Парюжата Вятской губернии в семье крестьянина. Училась в начальной школе, затем — в Котельнической женской гимназии. Окончила Казанскую художественную школу.
Два года работала в школе, где преподавала рисование, лепку, черчение. Окончила скульптурный факультет Ленинградского Художественного института им. И. Е. Репина Академии художеств СССР у А. Т. Матвеева; дипломная работа — «Жница».
Некоторое время работала в Ленинграде. В Государственном Русском музее открылась «Первая выставка ленинградских художников», в которой принимала участие и Е. В. Татаринова.
В группе молодых ленинградских архитекторов, авторов проекта, участвовала в строительстве театра оперы и балета в Душанбе, по завершении которого осталась жить в Таджикистане.
Была членом правления Союза художников и председателем скульптурной творческой секции.

## Творчество
Автор ряда станковых портретов. Участвовала в оформлении здания госбанка, Дома Правительства и стелы с гербом Таджикской ССР.
Выполнила ряд скульптурных бюстов таджикских и русских классиков литературы для республиканской библиотеки им. Фирдоуси. Портретная скульптура, сделанная её руками, отличается психологической выразительностью и ясностью реалистического языка.

## Комментарии
1. ↑  Деревня Парижата (Парюжата, Журавлевская), относившаяся к Ключевской волости Котельничского уезда, в последующем входила в состав Журавлевского сельсовета Шабалинского (в 1945—1955 — Новотроицкого) района Кировской области; не сохранилась[1].